# پلکان (نمایشنامه)
پلکان نمایشنامه‌ای است از اکبر رادی.

## خلاصه داستان
آن شبِ بارانی: تابستان ۱۳۳۳، قهوه‌خانه‌ای در پسیخان است. شبِ گذشته، گاو و گوسالهٔ آقاگل را دزدیده‌اند. قهوه‌چی می‌گوید که بلبل، کامیونِ دزدها را در جاده دیده. بلبل که مردِ طاس بیست و هشت ساله‌ای است، وارد می‌شود. مشدی آقای بقال، بدهی‌اش را مطالبه کرده و او را به‌خاطر این‌که سربارِ مادرِ خدمتکارش است، سرزنش می‌کند. آن‌ها بلبل را راجع به کامیونی که شبِ گذشته دیده، سؤال پیچ می‌کنند. بلبل، کلافه می‌گوید که در تاریکی و باران شدید فقط کامیونی را دیده که به‌سرعت دور می‌شده است. آقاگل به‌خاطر از دست‌دادن گاوی که حکم کارگرش را داشته، ناچار است به رشت مهاجرت کند. سید، بلبل را بی‌فامیل خطاب می‌کند و قهوه چی به‌خاطر بدهی‌اش دیگر به او چای نمی‌دهد. بلبل به خشم آمده که کاسعلی وارد می‌شود. بلبل و او، محرمانه راجع به دزدیی گاو حرف می‌زنند. بلبل که خودش گاو را دزدیده، آن را به خمام برده و به قصاب فروخته است.
در انتهای مِه: پاییز ۱۳۳۵، دکّهٔ جگرکیِ بلبل در پسیخان است که با پول دزدیی گاو به راه انداخته. بلبل که در آرزوی ازدواج با محترم دخترِ آبله‌رو و یک چشمِ حاج عموست، حاج عمو را راضی می‌کند تا محترم را به ازدواج او درآورد. حاج عمو راضی نیست اما به‌خاطر دختر کوچکترش که با وجود خواستگارانِ زیاد، مانده، می‌خواهد بپذیرد. بلبل از حاج عمو می‌خواهد خانهٔ رشتش را پشت قبالهٔ دخترش انداخته تا او دکان دوچرخه سازی‌ای به راه بیندازد. بمانی با شنیدن جمله‌های ملتمسانهٔ بلبل به حاج عمو، منقلب می‌شود. بمانی برآشفته به بلبل می‌گوید که به‌خاطر فقرش می‌خواهد به‌جای او با دخترِ حاج عمو ازدواج کند. بمانی، قرارشان را یاد می‌کند اما بلبل کتمان می‌کند. می‌خواهد به او پولی دهد، ولی بمانی با چشمانی اشکبار می‌رود. او خودش را در رودخانه انداخته و خودکشی می‌کند.
زمستان شهر ما: زمستان ۱۳۴۱، دکان دوچرخه‌سازیی بلبل در رشت است. شاگردش اسکندر، به‌خاطر زنش که سخت بیمار است، پول نیاز دارد. اما بلبل می‌گوید که ندارد. بلبل با کمک پخدوز خیاط که از چرخ‌های موسیو ایراد می‌گیرد، می‌تواند چرخ‌ها را به قیمت ارزانی از او بخرد. حاجی نور، علیوف سماک را به زور به مغازه می‌آورد. حاجی نور و پخدوز، علیوف را وادار به خریدنِ یکی از دوچرخه‌ها به قیمت بالایی می‌کنند. پس از رفتن او، بلبل، حقّ دلّالی پخدوز و حاجی نور را می‌دهد. اسکندر وارد شده. حاجی نور می‌خواهد به او با بهره، پول قرض دهد اما زنِ اسکندر مرده است.
آفتاب برای سلیمان: بهار ۱۳۵۰، شرکت ساختمانی بلبل در رشت است. بلبل، تلفنی از سرهنگ می‌خواهد تا مأموری بفرستد. او سلیمان را به‌خاطر این‌که از دستمزد کَمش شکایت کرده، در دستشویی حبس کرده است. الیاس به همراه پسر اَلکنِ سلیمان، از بلبل می‌خواهد تا سلیمان را از دستشویی خارج کند. اما بلبل معتقد است که حرف سلیمان باعث اعتصاب کارگرها گشته است. بلبل به الیاس رشوه می‌دهد تا کسی را که ظرف ده روزِ گذشته، در ساختمان‌ها خرابکاری کرده، معرفی کند. اما الیاس نپذیرفته و بلبل یک ساعت، فرصت می‌دهد. در غیر این صورت، سلیمان به زندان می‌افتد و بقیه هم اخراج می‌شوند. حاجی نور به سه نفر از کارگرها مظنون است. بالاجه خودش را به‌عنوان خرابکار معرفی می‌کند. بلبل او را که به‌خاطر مردانگی، گناه را به گردن گرفته، اخراج می‌کند. دو پاسبان می‌رسند. بالاجه که سلیمان را مقنّیِ بدبختی می‌داند، اقدامات بلبل را فقط به‌خاطر منافع خودش می‌داند. آن‌ها درگیر می‌شوند و بلبل او را می‌زند. یکی از پاسبان‌ها سلیمان را درون فرغونی می‌آورد. سلیمان از سرما خشکیده است. کارگرها به دفترِ بلبل حمله می‌کنند. بلبل با سرهنگ تماس گرفته و در ازای رشوه به او، تقاضای چند تا مأمور دیگر می‌کند. سپس از درد به قلبش چنگ زده و پشتِ میز فرومی‌رود.
مکث: تابستان ۱۳۵۷، خانهٔ بلبل در فرمانیهٔ تهران است. بلبلِ ۵۲ ساله که حالا مرد ثروتمندی شده است، با نام مهندس مسعود تاج، پیمانکار و سرمایه‌دارِ معروفی است. او از پسرش سعید، می‌خواهد به‌خاطر تأمین آتیه‌اش، با ثریا دخترِ آهنچی که مرد ثروتمندی است، ازدواج کند. سعید در آمریکا قلب می‌خواند. او مخالف این ازدواج است و می‌خواهد برود. بلبل که صاحبِ کرسی حزب رستاخیز است، از اوضاع نابسامان مملکت نگران است. او که دو سکته کرده، اموالش را بین همسرش محترم و سعید، تقسیم می‌کند. وقتی‌که با نوکرش یحیی تنها می‌شود، تمامِ گذشته‌اش را در یحیی می‌بیند. درحالی‌که یحیی با کاردی بالای سرِ او ایستاده، بلبل می‌میرد و یحیی قد راست می‌کند.